# カラヴィテ水路
カラヴィテ水路（カラヴィテすいろ、英: Calavite Passage）は、フィリピンのミンドロ島とルバング諸島との間にある水路（海峡）で、東にベルデ島水路、西に南シナ海と繋がっている。海域はオクシデンタル・ミンドロ州の領域内である。
座標: 北緯13度34分40秒 東経120度24分43秒 / 北緯13.57778度 東経120.41194度